# 데먄스크 포위전

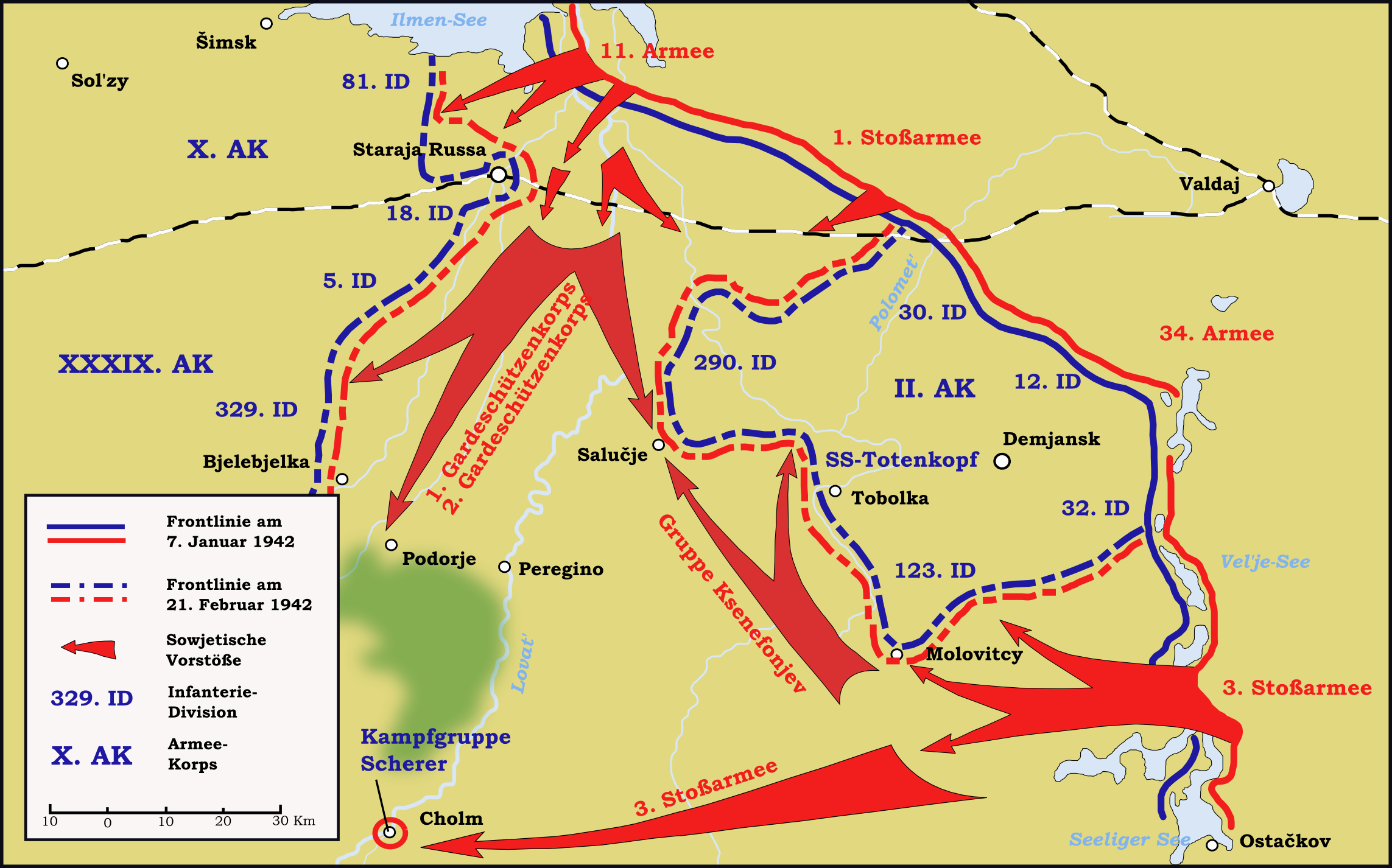
1942년 1월 7일부터 1942년 2월 21일 사이에 일멘호 남부에서 전개된 소련군의 공격

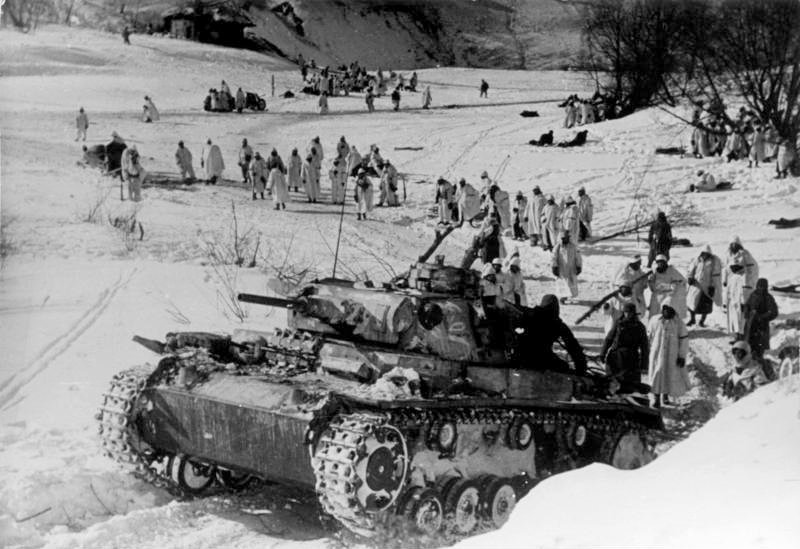
1942년 3월 21일에 데먄스크 인근을 점령한 독일군

데먄스크 포위전(독일어: Kesselschlacht von Demjansk, 러시아어: Демя́нский котёл)은 레닌그라드 근교 데먄스크 주변에서 독일군이 소련군을 포위하면서 일어난 제2차 세계 대전 동부 전선의 전투이다.

## 전투의 전개
소련 군대가 데먄스크 공세 작전을 전개하면서 포위전이 시작되었다. 1942년 1월 7일부터 5월 20일까지 전개된 공세 작전의 1단계는 북서부 전선을 중심으로 이루어졌다. 이 작전의 목적은 데먄스크 주변의 독일 군대를 분산시키고 독일 제16군의 열견선에 해당하는 스타라야루사 철도를 끊는 것이었다. 그러나 숲과 습지가 많은 지형이었고 폭설, 독일군의 거센 반격으로 인해 소련 군대의 진격은 초반부터 지지부진했다.
소련 북서부 전선은 1942년 1월 8일에 르제프-뱌지마 공략 작전을 전개했다. 남부 진영은 1월 9일부터 2월 6일까지 토로페츠-홀름 공략 작전을 전개했고 북부 진영은 1월 7일부터 5월 20일까지 데먄스크 공략 작전을 전개했다. 이 과정에서 독일 제16군 소속 제2군단, 제10군단의 일부가 소련 군대에 포위되었다.
소련군은 제12보병사단, 제30보병사단, 제32보병사단, 제123보병사단, 제290보병사단, 제3SS기갑사단 토텐코프를 포위시키는 한편 독일군 장병 90,000명, 보조 부대 10,000명을 포위시켰다.

## 소련 북서부 전선의 공격
소련 북서부 전선의 공격은 독일 제16군에 소속된 제2군단의 북쪽을 에워싸려는 계획을 세웠다. 소련군은 북서부 전선이 이 공격이 성공하면 진격을 계속하려는 전략을 세웠다.
소련군의 1번째 공격은 소련군 최고 사령부 소속 예비 전력인 소련 제11군 소속 제1돌격군, 제1친위 저격병 군단, 제2친위 저격병 군단이 맡았다. 또한 제34군의 진격을 지탱하기 위해 2개 공수 여단이 투입되었고 2월 12일에는 소련군에 포위된 독일군을 공격하기 위해 제3돌격군, 제4돌격군이 추가로 투입되었다. 그러나 악천후와 어려운 지형 때문에 공세는 잠시 중단되었고 전선은 고착화되었다.
소련군에 포위된 독일군에 대해서 독일 공군 제1항공함대가 매일 270톤의 필요 물자를 공급할 수 있다는 확증을 얻은 독일의 아돌프 히틀러 총통은 포위된 각 사단에 소련군의 포위망이 무너질 때까지 그 위치를 유지하도록 명령했다.
포위된 독일군 진영에서는 데먄스크, 페스키(Peski) 2곳에 비행장이 존재했다. 2월 중순에 날씨가 풀리면서 눈이 많았는데도 이 지역의 소비에트 공군이 취약했기 때문에 독일 공군의 공수 활동은 큰 성공을 거뒀다. 그러나 이 수송 때문에 독일 공군은 수송 능력의 모든 것을 탕진하면서 폭격 능력의 일부도 희생되고 있었다.
소련 북서부 전선은 포위된 독일군을 섬멸할 필요가 있었기 때문에 데먄스크-스타라야루사 간의 취약한 연결선에 있던 라무셰보(Ramushevo) 마을을 지나가는 일명 "라무셰보 선"을 겨울과 봄에 걸쳐 반복해서 공격했지만 독일군의 반격으로 인해 격퇴당하고 만다. 이 과정에서 18개 저격병 사단, 3개 여단으로 구성된 소련의 5개 군부대가 4개월 동안 이 곳에서 봉쇄되었다. 그러나 소련군 최고 사령부는 5월 말까지 전선의 담당 지구에서 전체적인 상황을 판단했고 여름에 독일군이 새로운 공격을 벌일 것으로 예상되는 모스크바로 옮기기로 결정했다.

## 독일군의 포위망 탈출
1942년 5월 21일 발터 폰 자이틀리츠쿠르츠바흐(Walther von Seydlitz-Kurzbach) 육군 중장이 이끄는 독일군은 소련군의 포위망 안에 있던 "라무셰보 선"을 사용한 퇴각을 계획했다. 독일군은 4월 21일에 무거운 희생을 치르면서도 탈출에 성공했다. 포위망에 들어간 장병 100,000명 가운데 3,335명이 사망하고 10,000명 이상이 부상당했다. 그러나 독일군의 거센 저항으로 인해 소련군 최고사령부는 그 외의 전선에 보낼 수 있는 전력, 중요한 국면에서 투입할 수 있는 전력이 이 전선 안에 밀려드는 상황을 맞게 되었다.
포위망이 형성된 2월 초반부터 사실상 데먄스크를 포기한 5월 사이에 홀름을 포함한 2개의 포위망 안에서 독일군은 육군, 공군을 동원하여 물자 65,000톤, 충원 병력 31,000명을 파견했고 부상자 36,000명을 후방으로 수송했다. 그러나 독일 공군은 융커 Ju 52(Junkers Ju 52) 106대, 하잉켈 He 111(Heinkel He 111) 17대, 융커 Ju 86(Junkers Ju 86) 2대를 포함한 항공기 265대를 잃었고 조종사와 승무원 387명을 잃었다.
소련군은 포위망 안에서 벌어진 공격으로 인해 전투기 243대를 포함한 항공기 408대를 잃었다. 데먄스크 전투는 1943년 2월 28일까지 계속되었는데 소련군은 독일군이 1943년 3월 1일까지 데먄스크를 탈환하지 못했다.
독일 공군의 성공은 아돌프 히틀러 총통, 헤르만 괴링 부수상에도 영향을 주었는데 이들은 동부 전선에서 효과적이고 보장된 공수 작전을 실시하는 방법, 전술을 제안했다고 생각했다. 데먄스크 포위전에서의 방어 성공은 헤르만 괴링이 스탈린그라드 전투에서 포위된 독일 제6군에게 물자 수송을 위한 유사한 "해법"을 제안하는 원인이 되었다. 이론상으로는 똑같이 이끌리는 과정에서 유리한 소련군이 제6군을 포위했지만 그 전력은 얕볼 수 없이 포위망을 유지하기 위해서 더 많은 전력을 투입할 필요가 있었다. 또한 독일 군부대가 그 사이에 재편성을 전개하면서 반격할 수가 있었다.
그러나 데먄스크 포위전과 스탈린그라드 전투에서 포위된 독일 군부대의 규모는 크게 달랐다. 데먄스크 포위전에서는 1개 군단이 포위되었지만 크게 증강된 독일 군대가 포위되었다. 데먄스크-홀름에서 포위된 독일군이 하루에 필요한 물자가 265톤인 반면에 독일 제6군은 상당한 장거리에서 보다 조직화된 소련 공군의 반격을 받았기 때문에 하루에 최소 500톤의 물자가 필요했다. 독일 항공수송부대는 큰 손해를 받으면서 만족스러운 시설에서 아주 먼 곳에서 활동했다. 이러한 경험은 독일군이 스탈린그라드 전투에서 단독으로 물자 수송에 필요한 능력을 수행하지 못한 원인 가운데 하나가 되었다.